# Szent Ilona-szigeti guvat
A Szent Ilona-szigeti guvat (Aphanocrex podarces) a madarak osztályának darualakúak (Gruiformes) rendjébe, a guvatfélék (Rallidae) családjába tartozó mára kihalt faj.

## Előfordulása
A faj kizárólag az Atlanti-óceán déli részén található Szent Ilona-szigeten élt egykor.

## Megjelenése
A faj kizárólag csontmaradványairól ismert. Csontjait Alexander Wetmore amerikai ornitológus találta meg 1963-ban szubfosszilis állapotban a Szent Ilona-szigeti Prosperous-öbölben.
Az Atlanti-óceán egyéb szigetein előforduló apró termetű fajokkal ellentétben a Szent Ilona-szigeti guvat kifejezetten nagy testű madár volt. Nagysága majdnem elérte az Új-Zélandon honos weka (Gallirallus australis) méreteit. A wekával ellentétben azonban kifejezetten karcsú testalkatú faj volt.
Mint oly sok szigetlakó guvatfaj, ez a faj is röpképtelenné vált, mivel nem éltek emlős ragadozók a szigeten, melyek elől repülve kellett volna menekülnie. Szárnyai azonban nem fejlődtek annyira vissza, mint az Ascension-szigeti guvat (Mundia elpenor) vagy az Atlantisz-guvat (Atlantisia rogersi) szárnyai.
Hosszú lábai és lábujjai voltak, melyekkel ügyesen mászott a köves partoldalakon.

## Életmódja
Életmódjáról kizárólag csontmaradványai és a rokon fajok életmódja nyomán tudunk következtetni. Eszerint a sziget nyílt, száraz területein volt honos. Táplálékának nagy része feltehetően a szigeten költő tengeri madarak tojásai voltak, emellett valószínűleg rovarokat és puhatestűeket is fogyasztott. Erős lábaival gyorsan tudott szaladni.

## Rendszertani besorolása
Csontjainak felfedezésekor Wetmore a fajt egy új nem, az Aphanocrex egyetlen képviselőjeként sorolta be. 
1973-ban azonban az amerikai paleontológus, Storrs Olson felülbírálta ezt a besorolást és a fajt a szintén kihalt Ascension-szigeti guvattal együtt az Atlantisia nembe sorolta be, melynek egyetlen élő képviselője az Atlantisz-guvat, mely a Tristan da Cunha szigetcsoport egyik kis szigetén él. Az Aphanocrex nemet ezután az Atlantisia nem egyik szinonim nevének tekintették.
Az utóbbi időkben azonban sok tudós vélekedése szerint Szent Ilona, Ascension-sziget és Tristan da Cunha endemikus guvatfajai egymástól függetlenül fejlődtek ki, nem egy közös ős leszármazottai. A Szent Ilona-szigeti guvat feltehetően távolabbi rokonságban állt a másik két fajjal, mint azok egymással. Ezért a fajt visszahelyezték az Aphanocrex nembe, melynek továbbra is egyetlen képviselője.

## Kihalása
Kihalása feltehetően nagyban összefügg a szigeteken megjelenő patkányokkal, melyek különböző hajókról a 16. század során települtek be a szigetre. Az első állandó települések megalapításakor még élt, de az ezután megjelenő macskák végképp kiirtották a fajt, hasonlóan más gyengén repülő őshonos madárhoz, mint például a Szent Ilona-szigeti vízicsibéhez (Porzana astrictocarpus) vagy a Szent Ilona-szigeti búbosbankához (Upupa antaios).

## Fordítás
- Ez a szócikk részben vagy egészben  a   St.-Helena-Ralle című német Wikipédia-szócikk ezen változatának fordításán alapul.  Az eredeti cikk szerkesztőit annak laptörténete sorolja fel. Ez a jelzés csupán a megfogalmazás eredetét és a szerzői jogokat jelzi, nem szolgál a cikkben szereplő információk forrásmegjelöléseként.